# Flower Mound
Flower Mound és una població dels Estats Units a l'estat de Texas. Segons el cens del 2000 tenia 50.702 habitants.

## Demografia
Segons el cens del 2000, Flower Mound tenia 50.702 habitants, 16.179 habitatges, i 14.269 famílies. La densitat de població era de 479 habitants/km².
Dels 16.179 habitatges en un 56,8% hi vivien nens de menys de 18 anys, en un 80,6% hi vivien parelles casades, en un 5,4% dones solteres, i en un 11,8% no eren unitats familiars. En el 9,1% dels habitatges hi vivien persones soles l'1,1% de les quals corresponia a persones de 65 anys o més que vivien soles. El nombre mitjà de persones vivint en cada habitatge era de 3.000 i el nombre mitjà de persones que vivien en cada família era de 3,34.
Per edats la població es repartia de la següent manera: un 34,8% tenia menys de 18 anys, un 4,2% entre 18 i 24, un 39,5% entre 25 i 44, un 18,8% de 45 a 60 i un 2,7% 65 anys o més.
L'edat mediana era de 33 anys. Per cada 100 dones de 18 o més anys hi havia 95,9 homes.
La renda mediana per habitatge era de 95.416 $ i la renda mediana per família de 98.055 $. Els homes tenien una renda mediana de 69.467 $ mentre que les dones 41.317 $. La renda per capita de la població era de 34.699 $. Aproximadament el 2,2% de les famílies i el 2,5% de la població estaven per davall del llindar de pobresa.

## Poblacions més properes
El següent diagrama mostra les poblacions més properes.